# 范先荣
范先荣（1963年3月—），男，重庆人，中华人民共和国外交官，曾任中华人民共和国驻乌克兰特命全权大使。

## 生平
范先荣高中就读于重庆外国语学校。1985年，本科毕业于北京外国语学院俄语系。1992年，前往乌克兰基辅，参与筹建驻乌克兰大使馆。2001年，任驻俄罗斯大使馆参赞。2004年4月，任中华人民共和国驻哈巴罗夫斯克总领事。2008年，任外交部办公厅参赞。2010年7月，出任中华人民共和国驻塔吉克斯坦大使。2015年，任宁夏回族自治区外事办公室主任。2017年，任驻俄罗斯大使馆公使。2020年2月，出任中华人民共和国驻乌克兰大使。2024年11月，自驻乌克兰大使离任。

### 驻乌大使
2021年3月，乌克兰副外交部长叶夫根尼·叶宁就中国商务代表团访问克里米亚召见范先荣。2022年俄羅斯入侵烏克蘭行动开始后，外媒造谣中国驻乌克兰大使“已经跑了”，当地中国同胞致电大使馆咨询大使是否离开乌克兰首都基辅。2月27日，范先荣在大使馆微信公众号上否认自己已经离开基辅，强调“中国大使永远不可能抛下自己的同胞不管，先顾自己的安危”。3月14日，范先荣表示，中国永不会攻击乌克兰，并称赞乌克兰人民在战争中坚韧不拔。

## 家庭
已婚，妻子是外交官赵向荣，两人育有一女。